# نادیا کیچنوک
 نادیا کیچنوک (انگلیسی: Nadiya Kichenok؛ زادهٔ ۲۰ ژوئیهٔ ۱۹۹۲) یک تنیس‌باز اهل اوکراین است.